# Quarantine
Quarantine (рус. Карантин) — видеоигра в жанре racing/FPS в стиле «гонки на выживание», разработанная компанией Imagexcel и выпущенная GameTek в 1994 году для MS-DOS и в следующем году для приставки 3DO. В 1996 году игра была издана для японского рынка компанией Asmik для PlayStation под названием Hard Rock Cab и компанией MediaQuest для Sega Saturn под названием Death Throttle. По большей части они ничем не отличаются от PC-версии, однако они имеют улучшенные текстуры дорог и зданий из-за которых игра страдает от падения fps, также в версии для PS имеется опция замены цвета крови на зелёный.
В игре игрок водит такси в мире постапокалиптического будущего. Из-за сцен насилия игра подвергалась критике во время своего выхода.
Игра Doom от id Software вышедшая в 1993 году имела оглушительный успех. Это заставило многие другие компании подражать стилю id. Игра Quarantine выделялась из общей массы Doom-клонов своеобразным геймплеем, где сочеталось вождение и боевая составляющая.
В 1996 году вышло продолжение игры под названием Quarantine II: Road Warrior.

## Сюжет
Город KEMO был процветающим мегаполисом, производившим автомобили — ховеркары. KEMO обеспечивал потребность страны в автомобилях вплоть до 2022, однако у города была большая проблема с безопасностью. В один момент преступность вышла из под контроля, экономика города рухнула и он погрузился в хаос. Корпорация OmniCorp пообещала городским властям восстановить в городе порядок и ей в конечном итоге на это был дан карт-бланш, произошло это в 2029 году. OmniCorp приняла радикальное решение и просто обнесла город стеной, на что потребовалось три года. Город превратился в тюрьму, а население в её заложников. Недовольство населения только росло.
Через 10 лет, в 2043 году, корпорация OmniCorp решает запустить в систему водоснабжения города вещество под названием Hydergine 344. Оно должно благоприятно подействовать на людей и успокоить их. Однако расчёт был не верен и на деле всё произошло с точностью до наоборот. Население стало превращаться в невменяемых психов.
Главный герой — таксист по имени Дрэйк Эджуотер (англ. Drake Edgewater). Он один из немногих на кого не повлиял вирус. Его основная цель вырваться из города-тюрьмы живым. Он зарабатывает тем, что развозит пассажиров и посылки, за что получает деньги, за которые может улучшать машину, так же выполняет задания сил Сопротивления.

## Саундтрек
На CD-версии игры присутствовала музыка австралийских альтернативных команд.
- You Am I — Berlin Chair (2:42)
- The Fauves — The Driver Is You (3:38)
- Custard — The Wahooti Fandango (3:00)
- Smudge — Ingrown (3:13)
- Godstar — Lie Down Forever (3:26)
- Screamfeeder — Snail Trail (2:49)
- The Daisygrinders — Uranium Watch (3:47)
- Underground Lovers — Weak Will (5:29)
- The Hellmenn — Whirlwind (4:17)
- Crow — Yellow Beam (5:00)
- Sidewinder — Now You Know (4:51)

## Разработка
По словам разработчиков сюжет игры был вдохновлён фильмом 1981 года Побег из Нью-Йорка Джона Карпентера. Некоторые имена персонажей были взяты из названий клубов в Торонто: Drake, Edgewater, Beverly и так далее. Название города-тюрьмы KEMO происходит от легенды о том, что правительство Канады якобы разработало лекарство для химиотерапии на основе медицинской марихуаны. Семена были похищены и затем продавались на улицах, а «приход» от них называли Kemo.

«Миссия с доставкой пончиков в районе Wharf. Все знали, что она чересчур сложна, но даже после того, как я попросил Эда (Ed Zolnieryk, дизайнер игры) хоть немного изменить её, он не отреагировал. В более поздней версии для 3DO мы исправили эту ошибку, но для тех, кто играет в РС-версию, могу предложить такой вариант: нужно отъехать на самый юг, подальше от депо. Теперь двигайте на север. По дороге надо подбирать пассажиров до тех пор, пока это не окажется курьер с пончиками. Немедленно сохраняйтесь! Теперь гоните изо всех сил вперед, используя нитрокапсулы. Как только вы окажетесь у депо, сохраняйтесь. Остается только объехать все вагоны — и готово».
— Рэй Лэриби, один из разработчиков Quarantine (журнал «PC ИГРЫ» #10, октябрь 2004 г.)